# Квас, Константин Николаевич
Константин Николаевич Квас (укр. Костянтин Миколайович Квас; род. 3 июня 2005 года в Червонограде) — украинский футболист, нападающий львовского «Руха».

## Карьера
Константин начинал карьеру в «Горняке» из Сосновки. С 2015 года он выступал за детское-юношеские коллективы из Львова: «Карпаты», «Львов» и «Рух». В составе последних Константин играл в юношеской лиге УЕФА. Он дебютировал во взрослом футболе за «Рух-2» 21 октября 2023 года, отыграв 1 тайм в матче второй лиги против «Дружбы». 12 мая 2024 года форвард забил впервые в карьере, поразив ворота «Звягеля». 9 декабря того же года состоялся дебют Константина за «Рух» в украинской премьер-лиге: он вышел на замену вместо Юрия Климчука на 88-й минуте поединка с «Полесьем». После этой игры он продолжил тренироваться с первой командой «Руха».